# Tableau des médailles des Jeux olympiques de la jeunesse d'hiver de 2016
Le tableau des médailles des Jeux olympiques de la jeunesse d'hiver de 2016 est le classement des comités nationaux olympiques (CNO) par le nombre de médailles d'or remportés par leurs athlètes durant les Jeux olympiques de la jeunesse d'hiver de 2016, qui ont lieu à Lillehammer en Norvège, du 12 au 21 février 2016. Environ 1 068 athlètes de 70 nations participent à 70 épreuves dans 15 sports.

## Tableau de médailles
Le tableau du classement des médailles par pays se fonde sur les informations fournies par le Comité international olympique (CIO) et est en concordance avec la convention du CIO relative aux classements des médailles. Par défaut, c’est le classement suivant le nombre de médailles d'or remportées par pays (à savoir une entité nationale représentée par un Comité national olympique) qui prévaut. À nombre égal de médailles d'or, c'est le nombre de médailles d'argent qui est pris en considération. À nombre égal de médailles d'argent, c'est le nombre de médailles de bronze qui départage deux nations. En cas d’égalité toutes médailles confondues, les nations occupent le même rang dans le classement et sont listées par ordre alphabétique.
Dans certaines épreuves, il y a des équipes où les athlètes de différentes nations concourent ensemble. Les médailles remportées par ces équipes sont incluses dans le tableau comme des médailles remportés par les équipes mixtes de CNO. Il y a huit épreuves composés entièrement d'équipes mixtes de CNO. Par conséquent, toutes les médailles dans ces épreuves - 3 en or, 3 en argent et 3 en bronze - sont partagées entre les différentes équipes mixtes de CNO. Le nombre de médailles de ces équipes mixtes n'entre pas dans le classement ci-dessous.
| Rang  | Nation             | Or | Argent | Bronze | Total |
| ----- | ------------------ | -- | ------ | ------ | ----- |
| 1     | États-Unis         | 10 | 6      | 0      | 16    |
| 2     | Corée du Sud       | 10 | 3      | 3      | 16    |
| 3     | Russie             | 7  | 8      | 9      | 24    |
| 4     | Allemagne          | 7  | 7      | 8      | 22    |
| 5     | Norvège            | 4  | 9      | 6      | 19    |
| —     | Équipes mixtes     | 4  | 4      | 5      | 13    |
| 6     | Suisse             | 4  | 3      | 4      | 11    |
| 7     | Chine              | 3  | 5      | 2      | 10    |
| 8     | Canada             | 3  | 2      | 1      | 6     |
| 9     | Suède              | 3  | 2      | 0      | 5     |
| 10    | Slovénie           | 3  | 0      | 2      | 5     |
| 11    | Japon              | 2  | 4      | 0      | 6     |
| 12    | Autriche           | 2  | 3      | 5      | 10    |
| 13    | France             | 2  | 1      | 3      | 6     |
| 14    | Grande-Bretagne    | 2  | 0      | 2      | 4     |
| 15    | Italie             | 1  | 2      | 6      | 9     |
| 16    | Lettonie           | 1  | 1      | 0      | 2     |
| 17    | Roumanie           | 1  | 0      | 0      | 1     |
| 17    | Ukraine            | 1  | 0      | 0      | 1     |
| 19    | Australie          | 0  | 3      | 1      | 4     |
| 20    | République tchèque | 0  | 2      | 2      | 4     |
| 21    | Finlande           | 0  | 1      | 5      | 6     |
| 22    | Hongrie            | 0  | 1      | 1      | 2     |
| 22    | Nouvelle-Zélande   | 0  | 1      | 1      | 2     |
| 24    | Belgique           | 0  | 1      | 0      | 1     |
| 24    | Slovaquie          | 0  | 1      | 0      | 1     |
| 26    | Kazakhstan         | 0  | 0      | 2      | 2     |
| 27    | Bulgarie           | 0  | 0      | 1      | 1     |
| 27    | Pays-Bas           | 0  | 0      | 1      | 1     |
| Total | Total              | 70 | 70     | 70     | 210   |

- Pays organisateur